# 9469 Shashank
A 9469 Shashank (ideiglenes jelöléssel (9469) 1998 MY34) a Naprendszer kisbolygóövében található aszteroida. A LINEAR projekt keretében fedezték fel 1998. június 24-én.